# Kurthan Yılmaz
Kurthan Yılmaz (* 15. September 1969 in Mersin) ist ein ehemaliger türkischer Fußballspieler.

## Sportlicher Werdegang
Yılmaz begann seine Karriere bei Silifkespor. 1990 wechselte er zum seinerzeitigen Zweitligisten Mersin İdman Yurdu, für den der Mittelfeldspieler vier Spielzeiten auflief. Anschließend verpflichtete ihn der in die höchste Spielklasse aufgestiegene Klub Vanspor. Im Sommer 1997 verlieh ihn der Verein an den Zweitligisten Göztepe Izmir, der ihn nach Ende der Leihfrist im folgenden Sommer fest unter Vertrag nahm. Am Ende der Zweitliga-Spielzeit 1998/99 erreichte er mit der Mannschaft die Aufstiegs-Play-Offs, im Finale gelang durch einen Treffer von Hasan Çelik mit einem 1:0-Sieg über Çaykur Rizespor der Erstligaaufstieg – Yılmaz hatte unter Trainer Oktay Çevik in diesem Spiel nicht mitgewirkt.  Die Spielzeit 1999/2000 beendete die Mannschaft auf einem Abstiegsplatz, auch im Pokalwettbewerb der Saison schied sie früh aus. Yılmaz hatte jedoch in den beiden Spielen des Klubs drei Treffer erzielt und platzierte sich dadurch gemeinsam mit acht anderen Spielern an der Spitze der Pokal-Torschützenliste. Dem Klub gelang der direkte Wiederaufstieg, Mannschaftskamerad Ümit İnal wurde Torschützenkönig der zweiten Liga. Dieses Mal hielt der Verein die Klasse und erreichte in der Süper-Lig-Spielzeit 2001/02 den siebten Platz.
Im Sommer 2002 lief Yılmaz' Vertrag bei Göztepe Izmir aus, er wechselte innerhalb des Orts zum Amateurklub Altınordu Izmir. Mit dem Klub gelang der Wiederaufstieg in den Profifußball, trotz Erreichen der vierten Liga trennten sich die Wege und er ging zu Bucaspor in die dritte Spielklasse. Ab 2005 war er wieder im Amateurbereich unterwegs, wo er bei Aydınspor 1923, Yeni Ereğlispor, Mersin 33 FK und Silifke İdmanyurduspor seine Karriere ausklingen ließ, die er 2009 bei seinem Heimatklub Silifkespor beendete.